# Гамільтон (Вашингтон)
Гамільтон (англ. Hamilton) — місто (англ. town) в США, в окрузі Скеджіт штату Вашингтон. Населення — 299 осіб (2020).

## Географія
Гамільтон розташований за координатами 48°31′21″ пн. ш. 121°59′43″ зх. д. / 48.52250° пн. ш. 121.99528° зх. д. (48.522433, -121.995264).  За даними Бюро перепису населення США в 2010 році місто мало площу 2,91 км², уся площа — суходіл.

## Демографія
Згідно з переписом 2010 року, у місті мешкала 301 особа в 116 домогосподарствах у складі 80 родин. Густота населення становила 103 особи/км².  Було 141 помешкання (48/км²).
Расовий склад населення:
| - 90,4 % — білих - 2,0 % — корінних американців - 3,7 % — осіб інших рас |

До двох чи більше рас належало 4,0 %. Частка іспаномовних становила 4,3 % від усіх жителів.
За віковим діапазоном населення розподілялося таким чином: 23,9 % — особи молодші 18 років, 66,1 % — особи у віці 18—64 років, 10,0 % — особи у віці 65 років та старші. Медіана віку мешканця становила 40,5 року. На 100 осіб жіночої статі у місті припадало 94,2 чоловіків;  на 100 жінок у віці від 18 років та старших — 102,7 чоловіків також старших 18 років.
Середній дохід на одне домашнє господарство  становив 47 781 долар США (медіана — 39 000), а середній дохід на одну сім'ю — 52 012 долари (медіана — 42 188). Медіана доходів становила 43 750 доларів для чоловіків та 36 667 доларів для жінок. За межею бідності перебувало 39,6 % осіб, у тому числі 52,0 % дітей у віці до 18 років та 0,0 % осіб у віці 65 років та старших.
Цивільне працевлаштоване населення становило 80 осіб. Основні галузі зайнятості: освіта, охорона здоров'я та соціальна допомога — 26,3 %, виробництво — 13,8 %, мистецтво, розваги та відпочинок — 10,0 %, транспорт — 8,8 %.